# ツェルクニェ・ナ・ゴレニスケム
ツェルクニェ・ナ・ゴレニスケム(Cerklje na Gorenjskem)は、スロベニアの市である。